# Андерс Крістіансен
Андерс Крістіансен (дан. Anders Christiansen, нар. 8 червня 1990, Копенгаген) — данський футболіст, півзахисник клубу «Мальме».
Насамперед відомий виступами за клуби «Люнгбю» та «Норшелланн», а також молодіжну збірну Данії.

## Клубна кар'єра
Народився 8 червня 1990 року в місті Копенгаген. Вихованець футбольної школи клубу «Люнгбю». Дорослу футбольну кар'єру розпочав 2008 року в основній команді того ж клубу, в якій провів чотири сезони, взявши участь у 80 матчах чемпіонату. 
До складу клубу «Норшелланн» приєднався 2012 року. Наразі встиг відіграти за команду з Фарума 4 матчі в національному чемпіонаті.

## Виступи за збірні
У 2008 році дебютував у складі юнацької збірної Данії, взяв участь у 10 іграх на юнацькому рівні.
З 2009 року залучався до складу молодіжної збірної Данії. На молодіжному рівні зіграв у 10 офіційних матчах, забив 3 голи.
| Дата       | Місто      | Господарі         | Результат | Гості | Турнір            | Голи | Примітки |
| ---------- | ---------- | ----------------- | --------- | ----- | ----------------- | ---- | -------- |
| 30-01-2013 | Глендейл   | Мексика           | 1 – 1     | Данія | товариський матч  | -    | 48' 60'  |
| 18-11-2014 | Бухарест   | Румунія           | 2 – 0     | Данія | товариський матч  | -    | 46'      |
| 25-03-2015 | Орхус      | Данія             | 3 – 2     | США   | товариський матч  | -    | 46' 85'  |
| 29-03-2015 | Сент-Етьєн | Франція           | 2 – 0     | Данія | товариський матч  | -    | 46'      |
| 02-06-2021 | Інсбрук    | Німеччина         | 1 – 1     | Данія | товариський матч  | -    | 85'      |
| 04-09-2021 | Торсгавн   | Фарерські острови | 0 – 1     | Данія | Відбір до ЧС 2022 | -    | 76'      |
| Усього     |            | Матчів            | 6         |       | Голів             | 0    |          |

## Досягнення
«Мальме»
- Чемпіон Швеції (6)  2016, 2017, 2020, 2021, 2023, 2024
- Володар Кубка Швеції (2): 2021–22, 2023–24[1]

Особисті досягнення
- Гравець року Аллсвенскан: 2020[2]
- Півзахисник року Аллсвенскан: 2019[3], 2020[2]
- Гравець місяця Аллсвенскан: жовтень 2017[4]